# Kantonale Volksabstimmung «Neubau Bürgerspital Solothurn»
Die Kantonale Volksabstimmung «Neubau Bürgerspital Solothurn» war eine Volksabstimmung im Schweizer Kanton Solothurn, die am 17. Juni 2012 stattfand. Inhalt der Abstimmung ist die Bewilligung eines Verpflichtungskredits zum Neubau des Bürgerspitals Solothurn.

## Hintergründe und Inhalt
Das derzeitige Bürgerspital Solothurn wurde in zwei Schritten, dem Altbau vor 80 Jahren und dem Neubau von 1974, erbaut. Mit diesem Alter ist es den zukünftigen Anforderungen nicht mehr gewachsen. So gilt beispielsweise die derzeitige Anordnung der Räume als ineffizient für die Betriebsabläufe. Der Neubau sieht ein L-förmiges Spital vor, bei dem der Bettentrakt den Behandlungstrakt und den Wirtschaftstrakt miteinander verbindet.
Berechnungen zufolge ist der Neubau kostengünstiger als eine Sanierung. Gleichzeitig schätzt man durch höhere Nachhaltigkeit und weniger Energieverbrauch, in den nächsten 40 Jahren rund 200 Millionen Franken an Betriebskosten einsparen zu können.
Zur Finanzierung des rund 340 Millionen teuren Neubaus wurde an der kantonalen Volksabstimmung über einen Bewilligungskredit abgestimmt.

## Abstimmungsergebnis
Mit Ausnahme des Bezirks Thierstein nahmen alle Bezirke des Kantons die Vorlage an. Den höchsten Ja-Stimmen-Anteil erhielt die Vorlage dabei vom Bezirk Solothurn mit 81,4 %, welcher mit 40,9 % ebenfalls die höchste Wahlbeteiligung aufweist. Die Vorlage wurde mit einem Anteil von 65,1 % Ja-Stimmen bei einer Beteiligung von 38,4 % angenommen.
| Bezirk      | Stimmbeteiligung | Ja (Prozent) | Nein (Prozent) | Annahme |
| ----------- | ---------------- | ------------ | -------------- | ------- |
| Bucheggberg | 38,9 %           | 72,8 %       | 27,2 %         | Ja      |
| Dorneck     | 39,4 %           | 59,7 %       | 40,3 %         | Ja      |
| Gäu         | 32,9 %           | 58,6 %       | 41,4 %         | Ja      |
| Gösgen      | 39,4 %           | 60,2 %       | 39,8 %         | Ja      |
| Lebern      | 38,4 %           | 65,7 %       | 34,3 %         | Ja      |
| Olten       | 40,5 %           | 59,2 %       | 40,8 %         | Ja      |
| Solothurn   | 40,9 %           | 81,4 %       | 18,6 %         | Ja      |
| Thal        | 36,0 %           | 61,1 %       | 38,9 %         | Ja      |
| Thierstein  | 33,5 %           | 43,1 %       | 56,9 %         | Nein    |
| Wasseramt   | 38,5 %           | 77,3 %       | 22,7 %         | Ja      |
| Total (10)  | 38,4 %           | 65,1 %       | 34,9 %         | Ja      |

## Initiativstext
Kantonsratsbeschluss vom 20. März 2012, Nr. SGB 208/2011
Neubau Bürgerspital Solothurn (BSS); Bewilligung eines Verpflichtungskredites
Der Kantonsrat von Solothurn, gestützt auf § 7ter Absatz 2 des Spitalgesetzes vom 12. Mai 2004 (SpiG1) sowie § 56 Absatz 1 Buchstabe a des Gesetzes über die wirkungsorientierte Verwaltungsführung vom 3. September 2003 (WoV-G)2, nach Kenntnisnahme von Botschaft und Entwurf des Regierungsrates vom 29. November 2011 (RRB Nr. 2011/2487), beschliesst:
1. Für die Errichtung des Neubaus Bürgerspital Solothurn wird ein Verpflichtungskredit von Fr. 340'000'000 bewilligt (Basis Schweizerischer Baupreisindex, Teilindex Hochbau Schweiz, 1. April 2010 = 121,4 Pt., Basis Oktober 1998 = 100 Pt.).
2. Der Verpflichtungskredit nach Ziffer 1 verändert sich um die teuerungsbedingten Mehr- oder Minderkosten.
3. Der Regierungsrat wird mit dem Vollzug beauftragt.